# بركان غائص
بركان غائص أو بركان تحت الماء هو شقوق في سطح الأرض تنتج من الحمم البركانية التي يمكن أن تندلع. وتشير التقديرات إلى أن البراكين الغائصة تشكل 75% من الإنتاج السنوي من الرواسب.

## أماكن تواجدها
الغالبية العظمى من هذه البراكين تقع بالقرب من مناطق حركة الألواح التكتونية، والمعروفة باسم أعراف منتصف المحيط. وعلى الرغم من أن معظمها تقع في أعماق البحار والمحيطات، ولكنها تتواجد أيضاً في المياه الضحلة والتي يمكن أن تقذف مواداً في الهواء خلال ثوران البركان. الفتحات الحرارية المائية، ومواقع النشاط البيولوجي الوفير عادة ما تتواجد بالقرب من البراكين الغائصة.

قمم البراكين المنتشرة على الخريطة

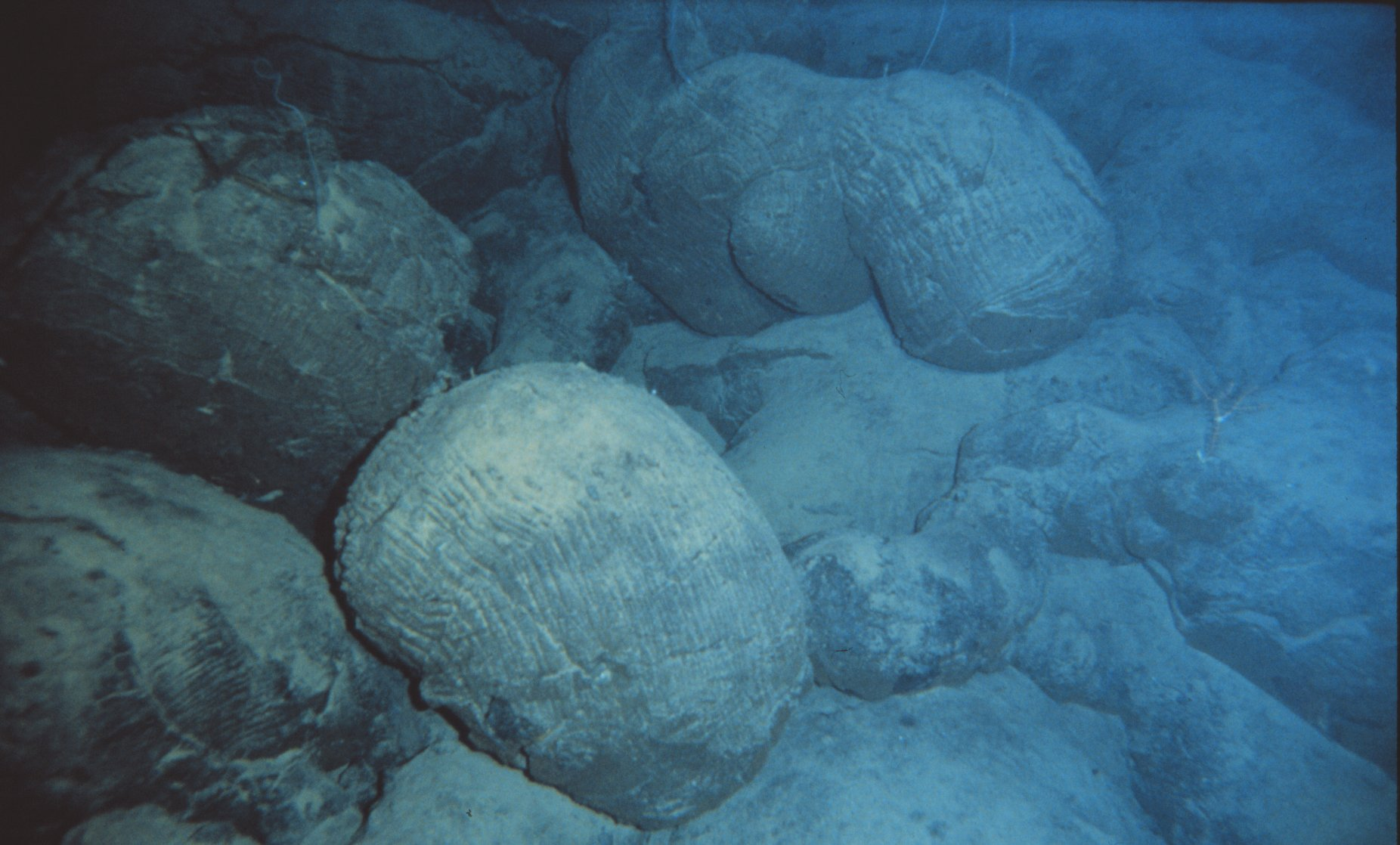
وسادة الحمم التي يشكلها البركان الغائص

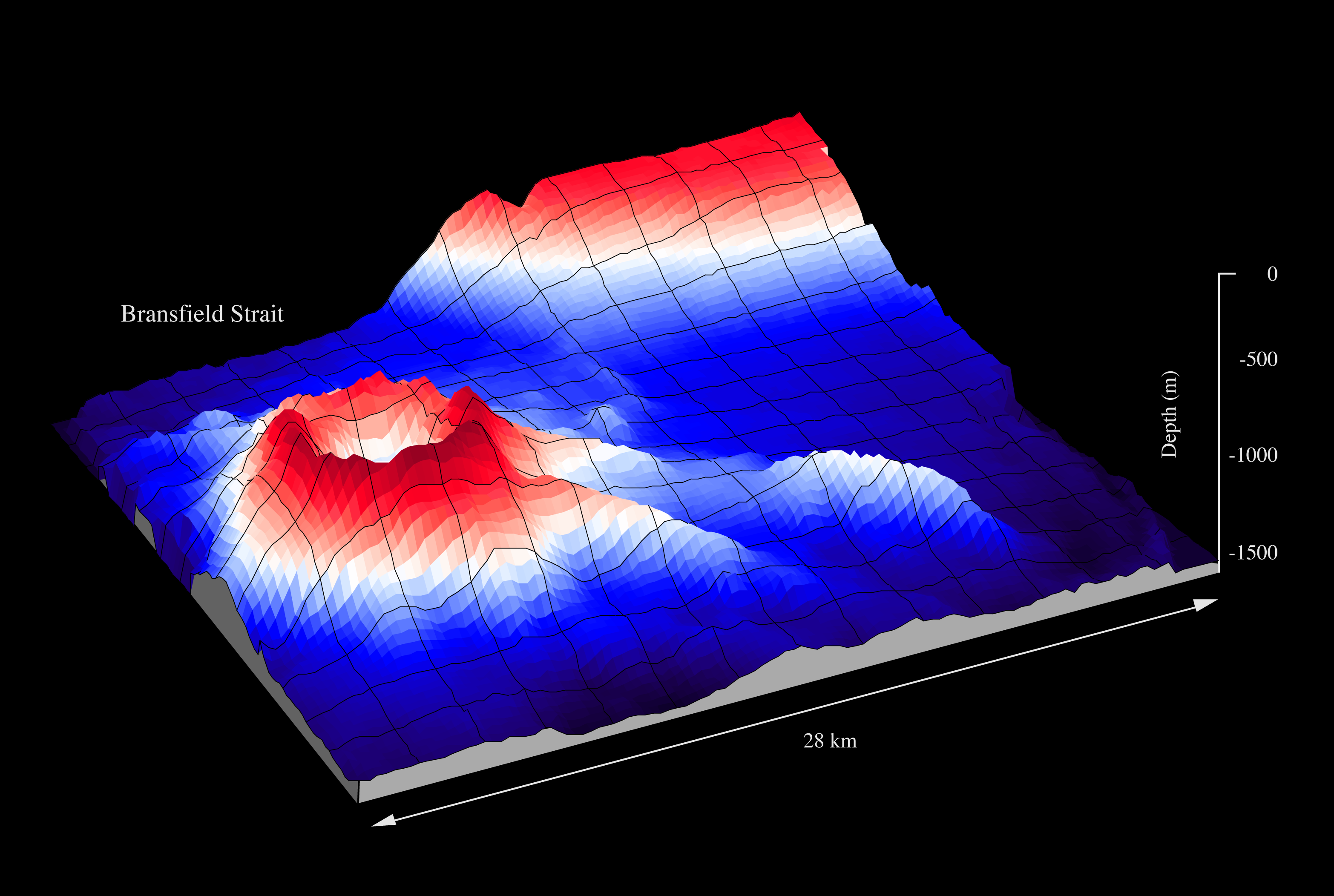
بركان غائص في أنتاراكتيكا

## وصلات خارجية
- البراكين
- المسح الجيولوجي للولايات المتحدة